# Paryrias lineata
Paryrias lineata är en fjärilsart som beskrevs av Druce. Paryrias lineata ingår i släktet Paryrias och familjen nattflyn. Inga underarter finns listade i Catalogue of Life.